# Manticore Records
Manticore Records – brytyjska wytwórnia płytowa, założona w 1973 przez basistę i wokalistę zespołu Emerson, Lake and Palmer, Grega Lake’a. Rozwiązana w 1977 roku, wznowiła na życzenie swego założyciela działalność 40 lat później.

## Historia
Wytwórnia Manticore Records została założona na początku 1973 roku przez pomysłodawcę, basistę i wokalistę zespołu Emerson, Lake and Palmer, Grega Lake’a. Nazwa została wzięta od Mantykory, mitycznego lwa z ludzką głową i skrzydłami nietoperza, który pokonał Tarkusa w narracji tekstowej albumu zespołu pod tym tytułem z 1971 roku. Wytwórnię prowadzili Greg Lake, Keith Emerson, Carl Palmer i ich menedżer, Stewart Young. Początkowo dystrybucję w Wielkiej Brytanii prowadziła wytwórnia Island Records, ale wkrótce przejęła ją z jej rąk Atlantic Records, której szef, Ahmet Ertegun był zwolennikiem progresywnego rocka. Siedziba wytwórni mieściła się w starym kinie ABC przy Fulham Palace Road w zachodnim Londynie.
Pierwszym albumem wydanym pod szyldem Manticore był Still Petera Sinfielda (Manticore ANTI 2001/K43501) z 1973 roku, pomimo że wcześniej w niektórych krajach dokonano wznowienia albumu Pictures at an Exhibition zespołu Emerson, Lake and Palmer. Pierwszym singlem Manticore był „Celebration”/„Old Rain” zespołu Premiata Forneria Marconi (Manticore HEVY2) z maja tego samego roku. Największy sukces zanotował album Brain Salad Surgery (Manticore MC 66669/K53501), który w 1973 roku doszedł do 2. miejsca na brytyjskiej liście przebojów. Wśród singli podobny sukces odniósł „I Believe In Father Christmas” (Manticore K13511) Grega Lake’a z grudnia 1975 roku. W 1975 roku dystrybucję przejęła wytwórnia Motown Records. W maju 1977 Manticore Records przestała istnieć. Ostatnim wydanym przez nią albumem był Jet Lag zespołu Premiata Forneria Marconi (Manticore K 53511).
Greg Lake przed śmiercią wyraził zamiar reaktywowania wytwórni. Pierwszym wydanym przez nią albumem był jego własny album koncertowy, Live in Piacenza, będący zapisem jego ostatniego koncertu z 28 listopada 2012 roku w Piacenzy. Album ukazał się 7 grudnia 2017 roku (Manticore MANLP001).

## Artyści
Wytwórnia Manticore wydawała nagrania takich artystów jak: Emerson, Lake and Palmer, Mary Hopkin, Badfinger, Peter Sinfield, Premiata Forneria Marconi, Banco del Mutuo Soccorso, Stray Dog, Keith Christmas, Little Richard i innych.